# Ґродзьке-Щепановента
Ґродзьке-Щепановента (пол. Grodzkie Szczepanowięta) — село в Польщі, у гміні Кулеше-Косьцельне Високомазовецького повіту Підляського воєводства.
Населення — 66 осіб (2011).
У 1975-1998 роках село належало до Ломжинського воєводства.

## Демографія
Демографічна структура станом на 31 березня 2011 року:
|          | Загалом | Допрацездатний вік | Працездатний вік | Постпрацездатний вік |
| -------- | ------- | ------------------ | ---------------- | -------------------- |
| Чоловіки | 34      | 8                  | 23               | 3                    |
| Жінки    | 32      | 8                  | 18               | 6                    |
| Разом    | 66      | 16                 | 41               | 9                    |